# Bob Sinclar
Christophe le Friant (* 10. května 1969, Francie) je francouzský hudební producent, DJ a vlastník labelu Yellow Productions. Naplno se začal věnovat hudbě v 17 letech, kdy začal dělat DJ. Jeho první klubový hit byl Gym Tonic, který koprodukoval s Thomasem Balganterem z Daft Punk.
Je znám díky Francouzskému doteku house hudby, s bohatým využití samplovaných a filtrovaných disko stringů. Na singlu Darlin pracoval se zpěvákem Jamesem "D-Train" Williamsem. S The Mighty Bopem a Reminiscence Quartet spolupracoval v žánru hip hopu a acid jazzu. Také vytvořil projekt Africanism, kde spojil uměleckou house hudbu s kombinací latiny, jazzu, afrikánštiny s domorodou příchutí.
V roce 2005 uspěl s hitem Love Generation, který dosáhl prvního místa v australském ARIA žebříčku a v německém Media Control Single Charts v roce 2006. Song měl v Evropě velký úspěch, v Dutch Top 40 obsadil druhé místo a držel se 39 týdnů v Ultratop 50 v Belgii. Píseň se také stala jednou z oficiálních hymen pro Mistrovství světa ve fotbale 2006 v Německu. Následující hit byl World, Hold On, ten udělal se Stevem Edwardsem a také se zařadil do žebříčků do top desítky v mnoha zemích Evropy. Další hit, Rock This Party (Everybody Dance Now), následoval 22. srpna 2006.
Remix World, Hold on od E-Smoove byl nominován na Grammy 2007 v kategorii Remixované nahrávání. World Hold on zabodoval v Billboard Magazine jako Number One Hot Dance Club Play Single of 2006, porazil dokonce Madonnu a Christinu Aguileru.
Čtvrtý singl z alba Western Dream se jmenoval Tennessee byl předpokládaný v dubnu 2007, ale jeho vydání bylo zrušeno kvůli fámě, že bude vydáno nové album. Jeho zatím poslední album je Soundz of Freedom. Album bylo ve Francii vydáno 21. května 2007. Song Rock this party se dostal na první místo v Billboard Hot Dance Club Play Charts.

## Diskografie

### Singly
jako The Mighty Bop
- 1994 Les Jazz Electroniques EP
- 1995 Messe Pour Les Temps
- 1996 Ult Violett Sounds EP
- 1998 Feelin' Good
- 2002 I Go Crazy
- 2003 Lady, s Duncanem Royem

jako Africanism
- 2000 Bisou Sucré
- 2000 Do It, s Eddiem Amadorou
- 2001 Kazet
- 2002 Viel Ou La
- 2004 Amour Kéfé
- 2004 Kalimbo
- 2004 Steel Storm,s Ladysmith Black Mambazo
- 2005 Summer Moon, s Davidem Guettou
- 2006 Hard, s The Hard Boys

jako Bob Sinclar
vštšina písní koprodukována Cutee B
- 1996 A Space Funk Project
- 1996 A Space Funk Project II
- 1997 Eu Só Quero um Xodó, s Salomé de Bahia
- 1998 Gym Tonic, s Thomasem Bangalterem
- 1998 My Only Love, s Lee Genesis
- 1998 Super Funky Brake's Vol. I
- 1998 The Ghetto
- 1998 Ultimate Funk
- 2000 I Feel For You, s Cerrone's Angels ITA č. 33
- 2000 Darlin' , s James "D-Train" Williams
- 2000 Greetings From Champs Elysées EP
- 2001 Freedom, s Genem van Burenem
- 2001 Ich Rocke
- 2001 Save Our Soul
- 2002 The Beat Goes On, s Lindou Lee Hopkinsovou
- 2003 Kiss My Eyes, s Camille Lefort č. 22 US Hot Dance Music/Club Play
- 2003 Prego, s Eddiem Amadorou
- 2003 Slave Nation
- 2004 Sexy Dancer, s Cerrone's Angels
- 2004 Wonderful World, s Ronem Carroll
- 2004 You Could Be My Lover, s Lindou Lee Hopkinsovou
- 2005 Love Generation", s Garrym Pinem — č. 2 ()EURO 200, č. 2 (NL), č. 3 FR, č. 3 ITA, č. 1 AUS, č. 1 GER, č. 12 UK, č. 8 RU, č. 1 CZ, č. 1 US Hot Dance Club Play Singles, č. 11 US Hot Dance Airplay.
- 2006 Generación Del Amor (Španělská verze) — č. 1 SPN
- 2006 World, Hold On (Children of the Sky), se Stevem Edwardsem — č. 5 (NL), č. 2 FR, č. 8 CZ, č. 1 SPN, č. 19 AUS, č. 9 UK, č. 4 RU, č. 1 US Hot Dance Club Play Singles, č. 10 US Hot Dance Airplay, č. 48 US Pop Airplay
- 2006 Rock This Party (Everybody Dance Now), s Dollarmanem a Big Ali — č. 3 FR, č. 11 CZ, č. 3 UK, č. 7 AUS, č. 2 US Hot Dance Club Play.
- 2007 Tennessee, s Farellem Lennonem č. 21 ITA, č. 27 CZ
- 2007 Everybody, s Ronem Carrollem — č. 3 GER, č. 1 SPN
- 2007 Give A Lil' Love — č. 10 ITA , č. 19 POL, č. 27 SPN
- 2007 Sound of Freedom, s Garym Pinem a Dollarmanem — č. 14 UK, č. 24 CZ
- 2010 I Wanna se Shaggy, Andrea)
- 2012 Groupie
- 2016 Someone Who Needs Me

produkce pro další umělce
- 2007 Bob Sinclar pro Fireball - What I Want

### Hity
| Rok  | Skladba                                                                    | Pozice v žebříčku | Pozice v žebříčku | Pozice v žebříčku | Pozice v žebříčku | Pozice v žebříčku | Pozice v žebříčku | Pozice v žebříčku | Pozice v žebříčku | Album             |
| Rok  | Skladba                                                                    | Velká Británie    | Španělsko         | Francie           | Itálie            | Austrálie         | Německo           | Nizozemsko        | Evropa            | Album             |
| ---- | -------------------------------------------------------------------------- | ----------------- | ----------------- | ----------------- | ----------------- | ----------------- | ----------------- | ----------------- | ----------------- | ----------------- |
| 1999 | "My Only Love" (s Lee Genesis)                                             | -                 | -                 | 78                | -                 | -                 | -                 | -                 | -                 | Champs Elysées    |
| 2000 | "I Feel for You"                                                           | 9                 | -                 | 44                | 33                | -                 | 94                | -                 | -                 | Champs Elysées    |
| 2001 | "Darlin'" (s vs. Cutee B., Jamesem "D-Train" Williamsem)                   | -                 | -                 | 40                | -                 | -                 | -                 | -                 | -                 | Champs Elysées    |
| 2003 | "Kiss My Eyes"                                                             | -                 | -                 | 34                | -                 | -                 | -                 | -                 | 67                | III               |
| 2003 | "The Beat Goes On"                                                         | 33                | -                 | 22                | -                 | -                 | -                 | -                 | 32                | III               |
| 2005 | "Love Generation" (s Garym Pinem)                                          | 12                | 1                 | 3                 | 1                 | 1                 | 1                 | 2                 | 2                 | Western Dream     |
| 2006 | "World, Hold On (Children of the Sky)" (se Stevem Edwardsem)               | 9                 | 1                 | 2                 | 4                 | 19                | 19                | 5                 | 4                 | Western Dream     |
| 2006 | "Hard" (s The Hard Boys)                                                   | -                 | 27                | -                 | -                 | -                 | -                 | -                 | -                 |                   |
| 2006 | "Rock This Party (Everybody Dance Now)" (s Cutee B, Dollarmanem & Big Ali) | 3                 | 1                 | 3                 | 11                | 6                 | 18                | 9                 | 3                 | Western Dream     |
| 2007 | "Tennessee" (s Farrellem Lennonem)                                         | -                 | -                 | -                 | 21                | -                 | -                 | -                 | 104               | Western Dream     |
| 2007 | "Everybody Movin'" (s Ronem Carrollem & Mz Toni)                           | -                 | 1                 | -                 | -                 | -                 | -                 | -                 | -                 | Western Dream     |
| 2007 | "Give a Lil' Love" (s Duanem Hardenem & Garym Pinem)                       | -                 | 2                 | -                 | 10                | -                 | -                 | -                 | 86                | Western Dream     |
| 2007 | "Sound of Freedom" (s Cutee B., Garym Pinem & Dollarmanem)                 | 14                | 3                 | 6                 | 7                 | 22                | 44                | 11                | 20                | Soundz of Freedom |
| 2007 | "What I Want" (produkce Fireball)                                          | -                 | 1                 | 6                 | -                 | -                 | -                 | 7                 | 34                | Soundz of Freedom |
| 2007 | "Meu Carnaval" (produkce Africanism feat. Rolando Faria)                   | -                 | 35                | -                 | -                 | -                 | -                 | -                 | -                 |                   |
| 2007 | "Together" (se Stevem Edwardsem)                                           | -                 | 42                | -                 | 9                 | -                 | -                 | 8                 | -                 | Soundz of Freedom |
| 2007 | "The Rhythm of the Night" (vs. Habakus Whistle, s Corona)                  | -                 | -                 | -                 | -                 | -                 | -                 | -                 | -                 |                   |

### Alba
jako Bob Sinclar
- 1998 Paradise
- 2000 Champs Elysées
- 2003 III
- 2004 Enjoy
- 2005 In The House (Mixované CD různých autorů)
- 2006 Western Dream
- 2007 Soundz of Freedom
- 2007 Bob Sinclar: Live At The Playboy Mansion

jako The Mighty Bop (s Alainem Ho)
- 1995 La Vague Sensorielle
- 1995 The Mighty Bop Meets DJ Cam & La Funk Mob, s DJ Camem a La Funk Mob
- 1996 Autres Voix, Autres Blues
- 1996 Autres Voix, Autres Blues
- 2000 Spin My Hits
- 2002 The Mighty Bop

jako Reminiscence Quartet (s Alainem Ho a Sebastianem Tellierem)
- 1994 Ritmo Brasileiro
- 1995 Psycodelico
- 1999 More Psycodelico

jako Yellow Productions (s Alainen Ho a Cutee B)
- 1994 A Finest Fusion Of Black Tempo

jako Africanism
- 2001 Africanism Allstars Vol. I
- 2004 Africanism Allstars Vol. II
- 2005 Africanism Allstars Vol. III
- 2006 Africanism Allstars Vol. IV